# 2-е Коломенское благочиние
2-е Коломенское благочиние — округ Коломенской епархии Русской православной церкви, объединяющий 18 приходов в северо-западной части городского округа Коломна Московской области.
Благочинный округа — протоиерей Георгий Муравлев, настоятель Михаило-Архангельского храма города Коломны.

## История
В начале XX века приходы современного благочиния входили в состав 3-го и 6-го благочиннических округов Коломенского уезда Московской губернии Московской епархии. В конце XX и начале XXI века приходы были в составе Коломенского благочиния Московской (областной) епархии. 20 мая 2021 года указом митрополита Крутицкого и Коломенского Павла было образовано 2-е Коломенское благочиние.

## Храмы
Приходские:
- Михаило-Архангельский храм города Коломна
- Ильинский храм города Коломна[3]
- Владимирский храм посёлка Индустрия
- Знаменский храм села Непецино
- Ильинский храм села Пруссы
- Иоанно-Предтеченский храм села Шеметово
- Казанский храм деревни Богдановка
- Казанский храм посёлка Радужный
- Космо-Дамианский храм деревни Андреевка
- Никитский храм села Северское
- Никольский храм посёлка Пески
- Никольский храм села Черкизово
- Покровский храм деревни Дуброво
- Покровский храм села Никульское
- Покровский храм села Лысцево
- Свято-Духовский храм села Шкинь
- Успенский храм села Андреевское
- Успенский храм села Мячково
- Успенский храм села Черкизово

Приписные храмы и часовни:
- Кирилло-Мефодиевский храм поселка Конев-Бор
- Смоленский храм деревни Молитвино
- Сретенский храм села Настасьино